# Sara Bendahan
Sara Rosa Bendahan (Guatire, 28 de agosto de 1900 - Caracas, 22 de dezembro de 1946) foi uma médica venezuelana de origem sefardita. Foi a primeira mulher em Venezuela que estudou Medicina na Universidade Central de Venezuela.

## Biografia
Seus pais, Carlos Shalom Bendahan y Elisa Chocrón de Bendahan, eram imigrantes Judeus sefarditas que chegaram de Marrocos no final do século XIX e se estabeleceram em Guatire. Em 1923, Bendahan apresentou os exames para optar ao Certificado de Educação Secundária, os quais foram aprovados, e em setembro de 1924 ingressou à Universidade Central de Venezuela para estudar a carreira de Medicina. Terminou seus estudos em 1930, mas o título de Médico foi-lhe entregado em 1939, devido a que no terceiro ano da faculdade foi atingida com tuberculose.
Foi pioneira, já que na época não havia mulheres nas salas de classes. Em seu discurso de graduação, recordou a outra doutora, Virginia Pereira Álvarez, quem não conseguiu concluir seus estudos em Venezuela, terminando em Estados Unidos. Casou-se e teve uma filha. Bendahan quis fazer um estudo sobre a Prevenção da Prostituição, mas sua saúde impediu o desenvolvimento da sua carreira, morrendo em 1946.